# گوانگوامون
گوانگوامون (انگلیسی: Gwanghwamun) بزرگ‌ترین دروازه اصلی کاخ گیونگبوک در ناحیه جونگنو، سئول، کره جنوبی است. این دروازه در یک تقاطع سه طرفه در انتهای شمالی سجونگو واقع شده و به عنوان نقطه عطف و نمادی از تاریخ شهر سئول به عنوان پایتخت در دوره پادشاهی چوسان است که دوره‌های متعددی از تخریب و خرابی را پشت سر گذاشته است. آخرین کار مرمت در مقیاس بزرگ به پایان رسید و در ۱۵ اوت ۲۰۱۰ به روی عموم باز شد.